# Mohamed Tahir
Mohamed Osman El Tahir (ur. 3 grudnia 1982) – piłkarz sudański grający na pozycji ofensywnego pomocnika lub napastnika.

## Kariera klubowa
Piłkarską karierę Tahir rozpoczął w klubie Merghani Kassala. W jego barwach zadebiutował w pierwszej lidze w 2001 roku. W 2004 roku odszedł do Al-Hilal Omdurman. Swój pierwszy sukces osiągnął w 2003 roku, kiedy po raz pierwszy w karierze został mistrzem kraju, a w 2004 roku sięgnął po dublet. Zdobycie prymatu w kraju powtarzał z klubem z Omdurmanu przez kolejne lata aż do roku 2007. W 2009 i 2010 roku także został mistrzem kraju. W 2009 roku zdobył również Puchar Sudanu.

## Kariera reprezentacyjna
W reprezentacji Sudanu Tahir zadebiutował w 2007 roku. W 2008 roku został powołany przez selekcjonera Mohameda Abdallaha do kadry na Puchar Narodów Afryki 2008.